# Франк Деннгардт
Франк Деннгардт (нім. Frank Dennhardt; нар. 6 грудня 1967) — колишній німецький тенісист.
Найвищу одиночну позицію світового рейтингу — 220 місце досяг 14 листопада 1988, парну — 426 місце — 24 квітня 1989 року.

## Титули на челленджерах

### Одиночний розряд: (1)
| Ранг | Рік  | Турнір           | Покриття | Суперник             | Рахунок       |
| ---- | ---- | ---------------- | -------- | -------------------- | ------------- |
| 1.   | 1991 | Бенгалуру, Індія | Ґрунт    | Габричідзе Володимир | 3–6, 6–4, 6–4 |